# Myrath
Myrath je tuniská progressive metalová kapela, která vznikla v roce 2001 pod názvem Xtazy, název Myrath používá roku 2006 (myrath (ميراث) znamená v arabštině odkaz). Je žánrově spřízněná s izraelskou kapelou Orphaned Land. Jedním ze zdrojů inspirace je tuniská kultura.
V letech 2001–2006, kdy existovala pod názvem Xtazy, hrála zejména coververze Black Sabbath, Erica Claptona a Death. V té době vydali nahrávku Double Face.

## Diskografie

### Dema
- Double Face (2005) – pouze v Tunisku

### Studiová alba
- Hope (2007)
- Desert Call (2010)
- Tales of the Sands (2011)
- Legacy (2016)
- Shehili (2019)
- Karma (2024)